# Andraševec
Andraševec falu Horvátországban Krapina-Zagorje megyében. Közigazgatásilag Oroslavjéhez tartozik.

## Fekvése
Zágrábtól 20 km-re északra, községközpontjától 2 km-re délkeletre a Horvát Zagorje déli határán a megye déli részén fekszik.

## Története
1242-ben "terra Endre" néven szerepel először írott forrásban. 1292-ben "Endresseuec terra civitatis Zagrabiensis", 1564-ben "Andrassowcz", 1570-ben "Jandrassewcz", 1613-ban "Andrassocz", 1783-ban "Jandrassevecz", 1806-ban "Andrassevecz" alakban említik. A településnek 1857-ben 438, 1910-ben 803 lakosa volt. Trianonig Zágráb vármegye Stubicai járásához tartozott. 2001-ben 882 lakosa volt.

## Külső hivatkozások
- Oroslavje hivatalos oldala
- Oroslavje információs portálja